# Örjan Björkhem
Leif Örjan Björkhem, född den 9 november 1946 i Lund, död den 31 oktober 1996 i Simrishamn, var en svensk journalist och författare. 

## Biografi
Björkhem var son till parapsykologen och hypnosforskaren John Björkhem och växte upp i Stockholm. Han återvände till födelsestaden Lund 1961 och studerade filosofi och statskunskap vid Lunds universitet där han blev filosofie kandidat och sedan filosofie magister. Under studietiden var Björkhem vice ordförande för kårpartiet Fria Studenter samt var 1974–1975 redaktör för kårtidningen Lundagård.
Björkhem verkade nästan hela sitt vuxna liv som frilansande författare. Han gav ut en mängd böcker, både skönlitterära och fackböcker. Speciellt ägnade han sig åt paranormala fenomen. Tillsammans med sin hustru Ann Björkhem skrev han romaner under pseudonymen Elisabet och Per Reymers. Björkhem var också lokalpolitiskt verksam i Simrishamn inom partiet Kommunens Väl och satt i såväl kommunfullmäktige som i den lokala socialnämnden.